# Elvis Show
Pour plus de détails, voir Fiche technique et Distribution.
Elvis Show (Elvis: That's the Way It Is) est un film américain réalisé par Denis Sanders, sorti en 1970. Le film est sorti simultanément avec l'album That's the Way It Is.

## Synopsis
Le film documente un concert d'Elvis Presley lors du festival d'été de Las Vegas en août 1970. 

## Fiche technique
- Titre : Elvis Show
- Titre original : Elvis: That's the Way It Is
- Réalisation : Denis Sanders
- Photographie : Lucien Ballard
- Montage : Henry Berman et Michael Salomon
- Production : Dale Hutchinson, Rick Schmidlin et Herbert F. Solow
- Société de production : Metro-Goldwyn-Mayer
- Société de distribution : Metro-Goldwyn-Mayer (États-Unis)
- Pays de production :  États-Unis
- Genre : Documentaire
- Durée : 97 minutes
- Dates de sortie : 
  - États-Unis : 11 novembre 1970
  - France : 14 avril 1971

## Accueil
Gene Siskel pour le Chicago Tribune estime que « les fans seront ravis de voir que Presley chante plus d'une douzaine de ses tubes » mais que « les personnes qui espèrent en apprendre davantage sur l'homme seront déçues ».